# أستريد ليندغرين
أستريد آنا إميليا ليندغرين (Astrid Anna Emilia Lindgren) (نيي إريكسون) الميلاد 14 من نوفمبر 1907م - 28 من يناير 2002م) كانت مؤلفة وكاتبة سيناريو سويدية. وهي الكاتبة الثامنة عشرة في العالم من حيث كثرة عدد أعمالها المترجمة، وباعت ما يقرب من 145 مليون نسخة حول العالم. وهي معروفة بسلسلة كتب جوارب بيبي الطويلة (Pippi Long tf stocking) وكارلسون-على-السقف (Karlsson-on-the-Roof) وأطفال بولرباي الستة (The Six Bullerby Children).
استريد ليندجرين (1907 - 2002م) (بالإنجليزية: Astrid Lindggren)‏ كاتبة أطفال سويدية شهيرة ولدت في 14 نوفمبر 1907 في مدينة فيمربي بوسط السويد، نشأت الفتاة في بيئة تمجد القراءة، لذلك تعرفت مبكرا على القصص والروايات الخيالية، وهو ما أهلها للعمل في مجال الصحافة وهي في سن صغيرة.

## حياتها
تعلقت ليندغرين بالقراءة في سن مبكرة حيث ان جارتها كريستين كانت تقص عليها القصص الخرافية مثل العملاق بام بام واسطورة فيريبوندا.حين تعلمت ليندغرين القراءة أصبحت تبحث عن الكتب وتذكر ليندغرين بان أول قصة قرأتها كانت بياض الثلج والاقزام السبعة وكان غلاف الكتاب من تصميم جيني نيستروم.في 7 آب 1914 بدات استريد ليندغرين في مدرسة فيمربي الابتدائية وغالبا ما كانت معلمتها تقرأ قصص ليندغرين بصوت عال للصف.
في سنة 1920 حيث كان عمر ليندغرين 13 سنة نشرت صحيفة فيمربي إحدى مواضيعها الإنشائية. أنهت ليندغرين دراستها بشكل جيد جدآ وحازت على نقاط عالية في الدراسة.
بعد حصولها على أعلى درجة في الللغة السويدية عملت ليندغرين كمدققة لغوية في صحيفة فيمربي.هناك عملت عامين قبل ان تنتقل إلى ستوكهولم عام1926 وتعلمت الكتابة والاختزال.
بدأت استريد في كتابة القصص عند سن 37 وكانت قصة اليتيمة المتمردة “بيبي لونجستوكينج” أو “جنان ذات الجورب الطويل” أول وأشهر كتبها التي بلغت سبعة ملايين نسخة ثم تحولت بعد ذلك إلى دراما، وترجمت إلى جميع لغات العالم، وبلغ عدد كتبها أكثر من 100 قصة وكتاب، ترجمت غالبيتها إلى 101 لغة من لغات العالم المعروفة، وتم بيع ملايين النسخ منها حول العالم.
لقبت استريد بـ (معلمة الأجيال) السويدية، والغريب أن انطلاقتها كانت مجرد نتيجة للحظة طفولية بريئة تقول عنها في إحدى التصريحات: “بدايتي الحقيقية، ككاتبة أطفال بدأت في عام 1941 عندما أصيبت ابنتي كارين بمرض التهاب الرئة وهي في السابعة من عمرها، في كل يوم، وأنا أجلس بجانب سريرها، كانت تلح علي لقص حكايات لها، وفي إحدى المرات سألتها: أي الحكايات تريدين؟ فأجابت: حكاية بيبي ذات الجوارب الطويلة، لقد اخترعت هي هذا الاسم في لمح البصر، لهذا لم أسألها أي شيء، فقط بدأت بسرد القصة، ولأن الاسم غريب فقد سردت حكاية غريبة أيضا، بعد وقت أحبت ابنتي هذه الحكاية وأحبها أصدقاؤها، وبقيت ولسنوات أحكي لهم حكايات بيبي”.
قامت ليندجرين بتعليم الأطفال من خلال ما كتبته من قصص لهم القدرة على التفكير واتخاذ القرار وحتى التمرد الإيجابي، ولكن المشحون بالأحاسيس النبيلة والتضامن أيضا، ما أسهم في تربية أجيال من الناس ذوي شخصية قوية ومؤثرة. فالأطفال الذين قرأوا قصة “جنان ذات الجورب الطويل” في الأربعينات واستمدوا منها الشجاعة والمروءة يعيدون قراءتها اليوم على أحفادهم، ليتواصل تأثير الكاتبة على الأجيال.
ويعد وصول حكاية “بيبي لونجستوكينج” أو “جنان ذات الجورب الطويل” للنشر في حد ذاته رسالة كفاح، حيث فكرت استريد في البداية بطبعها في شكل كتاب لتقدمه كهدية لابنتها في عيد ميلادها، ولما اتصلت بإحدى دور النشر، رفضت الدار نشر الكتاب، فحاولت الكاتبة مرة ثانية وراسلت دار نشر أخرى أقامت مسابقة لقصص الأطفال، وبعد فترة اتصلوا بها ليخبروها بفوز قصصها والموافقة على نشرها.
ولعل انطلاقة الكاتبة تكمن أيضا في مواقفها الإنسانية وفي إيمانها بحقوق الطفل والحيوان، وبسبب إسهاماتها في تثبيت حقوق الأطفال في القانون السويدي، تم تأسيس منظمة “بريس” – انطلاقاً من فكرتها – لضمان حقوق الأطفال في المجتمع. ويُذكر في هذا الصدد أيضا مساهمتها في إنشاء أول مكتبة عالمية في أوروبا تحتوي على أكثر من مليون كتاب ولغات العالم المختلفة، وتعد حصة اللغة العربية منها الأكبر، حيث تجاوز عددها 17 ألف كتاب.
تتميز استريد بمخيلة إبداعية استثنائية، كما أنها تملك قدرة قوية على تأثيث قصص الأطفال بما يسحرهم من أشياء مختلفة، إن قارئ أعمالها يحس لا محالة بروح طفولية نابضة وحية، وهذا يدل على صدق تجربة استريد في طفولتها، وكونها بالفعل عاشت طفولة مليئة بالجمال والأحداث الممتعة، تقول ليندجرين في إحدى تصريحاتها: “أنا لم أبدع قصصي من خيال أطفالي، أنا بسهولة كتبت عن طفولتي، وأنا لا أصغي إلا لصوت الطفل الذي في داخلي”.
يلقب السويديون مدينة فيمربي مسقط رأس الكاتبة، بمدينة استريد ليندجرين، وهناك بعد وفاتها تم بناء ساحة كبيرة بجانب منزلها حيث يلتقي فيها الزائرون على مدار العام بشخوص أبطال قصصها بكامل ملابسهم والأدوات التي يتعاملون بها.
وهكذا تحولت تجربة مبدعة في مجال أدب الطفل، إلى حراك إبداعي عالمي وعمل معرفي منظم هدفه خدمة الطفولة وإسعادها.

## الحياة العائلية
انتظرت ليندغرين مولودها الأول الذي حملت به من رئيس تحرير جريدة فيمربي راينولد بلومبورغ الذي طلب يدها للزواج لكنها رفضت وأنجبت في عام 1926 إبنها لارس في العاصمة الدنماركية كوبنهاغن الذي عاش مع عائلة بديلة في سنينه الأولى.
في عام 1929 حصلت على وظيفة في نادي السيارات الملكي حيث التقت بمدير المكتب ستوري ليندغرين.
في عام 1930 أمضت استريد بعض الوقت في كوبنهاغن وذلك بسبب مرض حاضنة ابنها ثم انتقلت للعيش في مزرعة ليندغرين.
في عام 1931 تزوجت استريد من مديرها ستوري ليندغرين وعاشوا في شقة مكونة من غرفتين فقط.
ويقول ابنها في إحدى اللقاءات انها لم تكن واحدة من تلك الامهات اللواتي يجلسن على مقعد في الحديقة ويراقبن اطفالهن اثناء اللعب على عكس ذلك أمي كانت تريد الانضمام الي واللعب معي وأظن انها كانت تستمتع بنفس القدر الذي كنت استمتع به
توفيت استريد ليندجرين عن عمر يناهز 95 عاما في يناير عام 2002، وبعد رحيلها سجلت في حقها الكثير من الشهادات، كان أبرزها ما قاله ملك السويد كارل جرستاف: “لقد عنت استريد ليندجرين عبر كتاباتها المتفردة الكثير لنا جميعا، صغارا وكبارا ليس في السويد وحدها وإنما في العالم بأسره، فقد كان لحكاياتها أن تسحر وتذهل كل حواس قارئها. عوالم قصصها ممتلئة ببيئات وأناس يختلفون تماما عما هو موجود في السياق اليومي العادي والمتوقع غالبا”.
لقد عاشت استريد وفية لطفولتها التي حملتها معها حتى في شيخوختها، وظهر هذا من خلال التماع عينيها وتمردها وضحكتها الطفولية.

## الحياة المهنية
عملت ليندغرين كصحفية وسكرتيرة قبل أن تصبح كاتبة بدوامٍ كامل. وعملت كسكرتيرة لسباق الجائزة الكبرى الصيفية السويدية لعام 1933م.
في عام 1944، فازت ليندغرين بالجائزة الثانية في مسابقة عقدتها دار النشر التي تأسست حديثًا رابين وسجوجرين (Rabén & Sjögren) بروايتها (بريت-ماري التي خلصت قلبها من العبء) (Britt-Marie unburdens her heart).
وفي عام 1956، فازت بجائزة أدب الشباب الألماني (Deutscher Jugendliteraturpreis).
وفي عام 1958، أصبحت ليندغرين المتلقية الثانية لجائزة هانس كريستيان أندرسون، وهي جائزة عالمية لأدب الشباب. وفي عيد ميلادها التسعين، منحها برنامج إذاعي لقب سويدية العام.

## أعمالها
- سلسلة بيبي ذات الجوارب الطويلة، 1945 - 1971،
- أطفال بيليربي أو أطفال القرية الصاخبة أو الربيع في القرية الصاخبة، 1946 - 1953،
- سلسلة بيل بيرقسون، 1946 - 1953،
- ميو ولدي، 1954،
- سلسلة كارلسون فوق السقف، 1955 - 1972،
- سلسلة ماردي أو ميديكن، 1960 - 1993،
- القزم، 1961،
- جزيرة غراب البحر، 1964،
- القزم والثعلب، 1965،
- إيميل من لونيبرغا، 1963 - 1997،
- أخوان قلب الأسد، 1973،
- رونيا ابنة اللص، 1981،
- عجل لليلة عيد الميلاد، 1989،
- قوران وهروبه العظيم، 1991،
- في أرض الشفق، 1994،

## وصلات خارجية
- Astrid Lindgren's works — Official site produced by license holders
- أستريد ليندغرين على موقع IMDb (الإنجليزية)
- أستريد ليندغرين على موقع الموسوعة البريطانية (الإنجليزية)
- أستريد ليندغرين على موقع مونزينجر (الألمانية)
- أستريد ليندغرين على موقع ألو سيني (الفرنسية)
- أستريد ليندغرين على موقع ميوزك برينز (الإنجليزية)
- أستريد ليندغرين على موقع أول موفي (الإنجليزية)
- أستريد ليندغرين على موقع قاعدة بيانات الأفلام السويدية (السويدية)
- أستريد ليندغرين على موقع إن إن دي بي (الإنجليزية)
- أستريد ليندغرين على موقع ديسكوغز (الإنجليزية)
- أستريد ليندغرين على موقع قاعدة بيانات الفيلم (الإنجليزية)
- Astrid Lindgren's World — Amusement Park official site
- Astrid Lindgrens Näs — Official site produced by the Astrid Lindgren-museum and culture center Astrid Lindgrens Näs in Vimmerby
- Astrid Lindgren — Right Livelihood Award (1994)
- Astrid Lindgren — A fan site
- Astrid Lindgren (1907-2002) — Biography of Astrid Lindgren. Includes bibliography, with date and English translation of title.
- Astrid spacecraft description — ناسا's National Space Science Data Center site
- Astrid Lindgren - Astrid Lindgren's Profile on FamousAuthors.org